# Приводино
Приводино — посёлок городского типа в Котласском районе Архангельской области Российской Федерации, образует Приводинское городское поселение. Расположен при федеральной автодороге А123 в 23 км от Котласа, на левом берегу старицы реки Северной Двины в месте впадения в неё реки Яры, в 15 км от ближайшей железнодорожной станции Ядриха на линии Коноша — Котлас.

## История
26 апреля 1941 года населённый пункт Приводино получил статус рабочего посёлка.

## Экономика
- Судоремонтная база[2] (не действует);
- Приводинское линейно-производственное управление магистральных газопроводов филиал ООО «Газпром трансгаз Ухта»;
- Нефтеперекачивающая станция;
- Нефтеналивной терминал (не действует);
- ТОО «Приводинское» (не действует).

## Население
| 1959  | 1970  | 1979  | 1989  | 2002  | 2009  | 2010  |
| ----- | ----- | ----- | ----- | ----- | ----- | ----- |
| 3534  | ↘2849 | ↗3058 | ↗3154 | ↗3264 | ↘3206 | ↘3161 |
| 2011  | 2012  | 2013  | 2014  | 2015  | 2016  | 2017  |
| ↘3153 | ↘3136 | ↘3092 | ↘3074 | ↘3039 | ↗3074 | ↘3012 |
| 2018  | 2019  | 2020  | 2021  | 2023  |       |       |
| ↗3052 | ↘3003 | ↗3009 | ↗3161 | ↘3108 |       |       |

## Культура
- Приводинская СОШ
- Приводинская школа-интернат
- Детский сад № 12 Берёзка
- Детский сад № 15 Рябинушка
- Дом культуры
- Физкультурно-оздоровительный комплекс
- Приводинская детская школа искусств № 32

## Достопримечательности
Купеческий дом и сосновая роща, посаженная в XIX веке.
Родина генерала Григория Степановича Дудникова, кавалера ордена Красного Знамени.